# Copa Presidente de la AFC 2009
La Copa Presidente de la AFC del 2009 fue la quinta edición del tercer torneo de fútbol más importante a nivel de clubes de Asia organizado por la AFC. Participaron 11 equipos teniendo como sede de la ronda final Tayikistán.
El Regar-TadAZ de Tayikistán venció en la final al Dordoi-Dynamo Naryn de Kirguistán para ser campeón por tercera vez, la segunda de manera consecutiva.

## Participantes por asociación
| Zona Oeste Asiático | Zona Oeste Asiático    | Zona Oeste Asiático | Zona Oeste Asiático  | Zona Oeste Asiático  | Zona Oeste Asiático  | Zona Oeste Asiático | Zona Oeste Asiático |
| Asociación          | Asociación             | Puntos              | AFC Champions League | AFC Champions League | AFC Champions League | AFC Cup             | AFC President's Cup |
| Asociación          | Asociación             | Puntos              | Fase de Grupos       | Ronda Play-Off       | Ronda Previa         | Fase de Grupos      | Fase de Grupos      |
| ------------------- | ---------------------- | ------------------- | -------------------- | -------------------- | -------------------- | ------------------- | ------------------- |
| 1                   | Arabia Saudíta         | 365                 | 4                    |                      |                      |                     |                     |
| 2                   | Emiratos Árabes Unidos | 356                 | 3                    | 1                    |                      |                     |                     |
| 3                   | Irán                   | 340                 | 4                    |                      |                      |                     |                     |
| 4                   | Uzbekistán             | 289                 | 2                    |                      |                      | 1                   |                     |
| 5                   | Catar                  | 270                 | 2                    |                      |                      |                     |                     |
| 6                   | India                  | 202                 |                      | 1                    |                      | 1                   |                     |
| 7                   | Líbano                 | -                   |                      |                      |                      | 2+1                 |                     |
| 8                   | Baréin                 | -                   |                      |                      |                      | 2                   |                     |
| 9                   | Irak                   | -                   |                      |                      |                      | 2                   |                     |
| 10                  | Jordania               | -                   |                      |                      |                      | 2                   |                     |
| 11                  | Kuwait                 | -                   |                      |                      |                      | 2                   |                     |
| 12                  | Omán                   | -                   |                      |                      |                      | 2                   |                     |
| 13                  | Siria                  | -                   |                      |                      |                      | 2                   |                     |
| 14                  | Yemen                  | -                   |                      |                      |                      | 2                   |                     |
| 15                  | Bután                  | -                   |                      |                      |                      |                     | 1                   |
| 16                  | Kirguistán             | -                   |                      |                      |                      |                     | 1                   |
| 17                  | Nepal                  | -                   |                      |                      |                      |                     | 1                   |
| 18                  | Pakistán               | -                   |                      |                      |                      |                     | 1                   |
| 19                  | Sri Lanka              | -                   |                      |                      |                      |                     | 1                   |
| 20                  | Tayikistán             | -                   |                      |                      |                      |                     | 1                   |
| 21                  | Turkmenistán           | -                   |                      |                      |                      |                     | 1                   |
| 22                  | Afganistán             | -                   |                      |                      |                      |                     | 0                   |
| 23                  | Palestina              | -                   |                      |                      |                      |                     | 0                   |
| Total Participantes | Total Participantes    | Total Participantes | 15                   | 2                    | 0                    | 19+1                | 7                   |
| Total Participantes | Total Participantes    | Total Participantes | 17                   | 17                   | 17                   | 20                  | 7                   |

- El perdedor de la Ronda de Play-Off de la Liga de Campeones de la AFC pasaron a la fase de grupos de la AFC
- Líbano era eligible para la Liga de Campeones de la AFC por tener al subcampeón vigente de la Copa pero no tenía las licencias requeridas por lo que su cupo extra pasó a la Copa AFC
- Baréin era eligible para la Liga de Campeones de la AFC por tener al campeón vigente de la Copa pero no tenía las licencias requeridas por lo que su cupo pasó a la Copa AFC
- Afganistán y Palestina eran elegibles para la Copa Presidente de la AFC pero desistieron su participación
- Bután geográficamente pertenece a la Zona Este

| Zona Este Asiático  | Zona Este Asiático  | Zona Este Asiático  | Zona Este Asiático   | Zona Este Asiático   | Zona Este Asiático   | Zona Este Asiático | Zona Este Asiático  |
| Asociación          | Asociación          | Puntos              | AFC Champions League | AFC Champions League | AFC Champions League | AFC Cup            | AFC President's Cup |
| Asociación          | Asociación          | Puntos              | Fase de Grupos       | Ronda Play-Off       | Ronda Previa         | Fase de Grupos     | Fase de Grupos      |
| ------------------- | ------------------- | ------------------- | -------------------- | -------------------- | -------------------- | ------------------ | ------------------- |
| 1                   | Japón               | 470                 | 4                    |                      |                      |                    |                     |
| 2                   | República de Corea  | 441                 | 4                    |                      |                      |                    |                     |
| 3                   | China               | 431                 | 4                    |                      |                      |                    |                     |
| 4                   | Australia           | 343                 | 2                    |                      |                      |                    |                     |
| 5                   | Indonesia           | 296                 | 1                    | 1                    |                      |                    |                     |
| 6                   | Singapur            | 279                 |                      |                      | 1                    | 1                  |                     |
| 7                   | Tailandia           | 221                 |                      |                      | 1                    | 1                  |                     |
| 8                   | Vietnam             | 191                 |                      |                      |                      | 2                  |                     |
| 9                   | Hong Kong           | -                   |                      |                      |                      | 2                  |                     |
| 10                  | Malasia             | -                   |                      |                      |                      | 2                  |                     |
| 11                  | Maldivas            | -                   |                      |                      |                      | 2                  |                     |
| 12                  | Bangladés           | -                   |                      |                      |                      |                    | 1                   |
| 13                  | Birmania            | -                   |                      |                      |                      |                    | 1                   |
| 14                  | Camboya             | -                   |                      |                      |                      |                    | 1                   |
| 15                  | Taiwán              | -                   |                      |                      |                      |                    | 1                   |
| 16                  | Brunéi Darussalam   | -                   |                      |                      |                      |                    | 0                   |
| 17                  | Filipinas           | -                   |                      |                      |                      |                    | 0                   |
| 18                  | Guam                | -                   |                      |                      |                      |                    | 0                   |
| 19                  | Laos                | -                   |                      |                      |                      |                    | 0                   |
| 20                  | Macao               | -                   |                      |                      |                      |                    | 0                   |
| 21                  | Mongolia            | -                   |                      |                      |                      |                    | 0                   |
| 22                  | RPD Corea           | -                   |                      |                      |                      |                    | 0                   |
| 23                  | Timor Oriental      | -                   |                      |                      |                      |                    | 0                   |
| Total Participantes | Total Participantes | Total Participantes | 15                   | 1                    | 2                    | 10+2               | 4                   |
| Total Participantes | Total Participantes | Total Participantes | 18                   | 18                   | 18                   | 12                 | 4                   |

- Los dos perdedores de la Ronda de Play-Off y Ronda Previa de la Liga de Campeones de la AFC pasaron a la fase de grupos de la AFC
- Vietnam era eligible para la Liga de Campeones de la AFC pero no tenía las licencias requeridas por lo que su cupo pasó a la Copa AFC
- Brunéi Darussalam, Filipinas, Guam, Laos, Macao, Mongolia RPD Corea y Timor Oriental eran elegibles para la Copa Presidente de la AFC pero desistieron su participación
- Maldivas geográficamente pertenece a la Zona Oeste

## Sedes
| Katmandú                   | Dhaka                        | Biskek           | Tursunzoda        |
| -------------------------- | ---------------------------- | ---------------- | ----------------- |
| Dasarath Rangasala Stadium | Bangabandhu National Stadium | Spartak Stadium  | Metallurg Stadium |
| Capacity: 17,800           | Capacity: 36,000             | Capacity: 23,000 | Capacity: 13,370  |
|                            |                              |                  |                   |

## Fase de grupos

### Grupo A
- Todos los partidos se jugaron en Nepal.

| Pos. | Equipo                | Pts. | PJ | G | E | P | GF | GC | Dif. | Clasificación |
| ---- | --------------------- | ---- | -- | - | - | - | -- | -- | ---- | ------------- |
| 1    | Regar-TadAZ           | 5    | 3  | 1 | 2 | 0 | 5  | 3  | +2   | Semifinales   |
| 2    | WAPDA                 | 5    | 3  | 1 | 2 | 0 | 3  | 1  | +2   | Semifinales   |
| 3    | Taiwan Power Company  | 3    | 3  | 1 | 0 | 2 | 5  | 8  | −3   |               |
| 4    | Nepal Police Club (H) | 2    | 3  | 0 | 2 | 1 | 4  | 5  | −1   |               |

 Fuente: 
| 14 de mayo de 2009 | Regar-TadAZ | 0 – 0   | WAPDA | Dasarath Rangasala Stadium, Katmandú                   |                                                        |
|                    |             | Reporte |       | Asistencia: 2,000 espectadores Árbitro(s): Vo Minh Tri | Asistencia: 2,000 espectadores Árbitro(s): Vo Minh Tri |

| 14 de mayo de 2009 | Nepal Police Club       | 2 – 3   | Taipower                                                         | Dasarath Rangasala Stadium, Katmandú                       |                                                            |
|                    | Silwal 21' · Chetan 84' | Reporte | Feng Pao-hsing 22' · Lin Po-yuan 46' · Lee Meng-chian 57' (pen.) | Asistencia: 4,000 espectadores Árbitro(s): Hedayat Mombeni | Asistencia: 4,000 espectadores Árbitro(s): Hedayat Mombeni |

| 16 de mayo de 2009 | Taipower           | 1 – 3   | Regar-TadAZ                             | Dasarath Rangasala Stadium, Katmandú                   |                                                        |
|                    | Fang Ching-jen 79' | Reporte | Rabimov 28' · Rustamov 83' · Eminov 85' | Asistencia: 2,000 espectadores Árbitro(s): Kenji Ogiya | Asistencia: 2,000 espectadores Árbitro(s): Kenji Ogiya |

| 16 de mayo de 2009 | WAPDA | 0 – 0   | Nepal Police Club | Dasarath Rangasala Stadium, Katmandú                  |                                                       |
|                    |       | Reporte |                   | Asistencia: 3,000 espectadores Árbitro(s): Lee Min-Hu | Asistencia: 3,000 espectadores Árbitro(s): Lee Min-Hu |

| 18 de mayo de 2009 | Taipower           | 1 – 3   | WAPDA                       | Dasarath Rangasala Stadium, Katmandú                  |                                                       |
|                    | Fang Ching-jen 10' | Reporte | Mehmood 74' 81' · Akram 89' | Asistencia: 1,000 espectadores Árbitro(s): Lee Min-Hu | Asistencia: 1,000 espectadores Árbitro(s): Lee Min-Hu |

| 18 de mayo de 2009 | Nepal Police Club | 2 – 2   | Regar-TadAZ                | Dasarath Rangasala Stadium, Katmandú                   |                                                        |
|                    | Chetan 28' 64'    | Reporte | Nematov 24' · Rustamov 47' | Asistencia: 2,000 espectadores Árbitro(s): Kenji Ogiya | Asistencia: 2,000 espectadores Árbitro(s): Kenji Ogiya |

### Grupo B
- Todos los Partidos se jugaron en Bangladés.

| Pos. | Equipo           | Pts. | PJ | G | E | P | GF | GC | Dif. | Clasificación |
| ---- | ---------------- | ---- | -- | - | - | - | -- | -- | ---- | ------------- |
| 1    | FC Aşgabat       | 4    | 2  | 1 | 1 | 0 | 5  | 1  | +4   | Semifinales   |
| 2    | Abahani Ltd. (H) | 4    | 2  | 1 | 1 | 0 | 2  | 1  | +1   |               |
| 3    | Sri Lanka Army   | 0    | 2  | 0 | 0 | 2 | 2  | 7  | −5   |               |

 Fuente: 
| 12 de mayo de 2009 | Sri Lanka Army    | 1 – 2   | Abahani Ltd.          | Bangabandhu National Stadium, Dhaka                         |                                                             |
|                    | Yussif 43' (a.g.) | Reporte | Faisal 41' · Tipu 73' | Asistencia: 3,500 espectadores Árbitro(s): Naser Al-Ghafary | Asistencia: 3,500 espectadores Árbitro(s): Naser Al-Ghafary |

| 14 de mayo de 2009 | FC Aşgabat                                    | 5 – 1   | Sri Lanka Army | Bangabandhu National Stadium, Dhaka               |                                                   |
|                    | Mirzoýew 2' 37' · Amanow 50' 86' · Urazow 74' | Reporte | Priyankara 58' | Asistencia: 2,500 espectadores Árbitro(s): Fan Qi | Asistencia: 2,500 espectadores Árbitro(s): Fan Qi |

| 16 de mayo de 2009 | Abahani Ltd. | 0 – 0   | FC Aşgabat | Bangabandhu National Stadium, Dhaka                          |                                                              |
|                    |              | Reporte |            | Asistencia: 8,700 espectadores Árbitro(s): Mohammad Abu Loum | Asistencia: 8,700 espectadores Árbitro(s): Mohammad Abu Loum |

### Grupo C
- Todos los partidos se jugaron en Kirguistán.

| Pos. | Equipo                  | Pts. | PJ | G | E | P | GF | GC | Dif. | Clasificación |
| ---- | ----------------------- | ---- | -- | - | - | - | -- | -- | ---- | ------------- |
| 1    | Dordoi-Dynamo Naryn (H) | 9    | 3  | 3 | 0 | 0 | 12 | 2  | +10  | Semifinales   |
| 2    | Kanbawza                | 6    | 3  | 2 | 0 | 1 | 9  | 7  | +2   |               |
| 3    | Phnom Penh Crown        | 3    | 3  | 1 | 0 | 2 | 7  | 8  | −1   |               |
| 4    | Yeedzin FC              | 0    | 3  | 0 | 0 | 3 | 3  | 14 | −11  |               |

 Fuente: 
| 10 de junio de 2009 | Dordoi-Dynamo Naryn                                            | 7 – 0   | Yeedzin FC | Spartak Stadium, Biskek                                       |                                                               |
|                     | Murzaev 2' 15' (pen.) 65' 79' · Tetteh 29' 87' · Mulajanov 46' | Reporte |            | Asistencia: 7,500 espectadores Árbitro(s): Vladislav Tseytlin | Asistencia: 7,500 espectadores Árbitro(s): Vladislav Tseytlin |

| 10 de junio de 2009 | Kanbawza                                    | 4 – 3   | Phnom Penh Crown                        | Spartak Stadium, Biskek                                  |                                                          |
|                     | Soe Min Oo 7' 38' 44' · Khin Maung Lwin 37' | Reporte | Mpoko 20' · Lappé-Lappé 21' (pen.) 30', | Asistencia: 500 espectadores Árbitro(s): Nawaf Shukralla | Asistencia: 500 espectadores Árbitro(s): Nawaf Shukralla |

| 12 de junio de 2009 | Phnom Penh Crown | 1 – 3   | Dordoi-Dynamo Naryn                    | Spartak Stadium, Biskek                                    |                                                            |
|                     | Lappé-Lappé 33'  | Reporte | Tetteh 45' · Murzaev 47' · Sydykov 79' | Asistencia: 8,000 espectadores Árbitro(s): Nawaf Shukralla | Asistencia: 8,000 espectadores Árbitro(s): Nawaf Shukralla |

| 12 de junio de 2009 | Yeedzin FC               | 2 – 4   | Kanbawza                                                   | Spartak Stadium, Biskek                                  |                                                          |
|                     | Chophel 10' · Tenzin 31' | Reporte | Rinchen 38' (a.g.) · Soe Min Oo 38' 81' · Win Min Htut 78' | Asistencia: 150 espectadores Árbitro(s): Kakabaý Seýidow | Asistencia: 150 espectadores Árbitro(s): Kakabaý Seýidow |

| 14 de junio de 2009 | Phnom Penh Crown                   | 3 – 1   | Yeedzin FC     | Spartak Stadium, Biskek                                     |                                                             |
|                     | Lappé-Lappé 22' 63' · C. Rithy 43' | Reporte | Tschedupla 40' | Asistencia: 300 espectadores Árbitro(s): Vladislav Tseytlin | Asistencia: 300 espectadores Árbitro(s): Vladislav Tseytlin |

| 14 de junio de 2009 | Dordoi-Dynamo Naryn     | 2 – 1   | Kanbawza      | Spartak Stadium, Biskek                                    |                                                            |
|                     | Tetteh 28' · Amirov 38' | Reporte | Soe Min Oo 3' | Asistencia: 8,500 espectadores Árbitro(s): Kakabaý Seýidow | Asistencia: 8,500 espectadores Árbitro(s): Kakabaý Seýidow |

## Fase Final
Los partidos se jugaron en Tayikistán.
|  | Semifinales         | Semifinales         | Semifinales |             |                     | Final               | Final | Final |  |
|  |                     |                     |             |             |                     |                     |       |       |  |
|  |                     |                     |             |             |                     |                     |       |       |  |
|  | Dordoi-Dynamo Naryn | Dordoi-Dynamo Naryn | 2           |             |                     |                     |       |       |  |
|  | Dordoi-Dynamo Naryn | Dordoi-Dynamo Naryn | 2           |             |                     |                     |       |       |  |
|  | FC Aşgabat          | FC Aşgabat          | 1           |             |                     |                     |       |       |  |
|  | FC Aşgabat          | FC Aşgabat          | 1           |             | Dordoi-Dynamo Naryn | Dordoi-Dynamo Naryn | 0     |       |  |
|  |                     |                     |             |             | Dordoi-Dynamo Naryn | Dordoi-Dynamo Naryn | 0     |       |  |
|  |                     |                     | Regar-TadAZ | Regar-TadAZ | 2                   |                     |       |       |  |
|  | Regar-TadAZ         | Regar-TadAZ         | Regar-TadAZ | Regar-TadAZ | 2                   | 4 (t.e.)            |       |       |  |
|  | Regar-TadAZ         | Regar-TadAZ         |             |             |                     | 4 (t.e.)            |       |       |  |
|  | WAPDA               | WAPDA               | 3           |             |                     |                     |       |       |  |
|  | WAPDA               | WAPDA               | 3           |             |                     |                     |       |       |  |
|  |                     |                     |             |             |                     |                     |       |       |  |

### Semifinales
| 25 de septiembre de 2009 | Dordoi-Dynamo Naryn           | 2 – 1 | FC Aşgabat  | Metallurg Stadium, Tursunzoda                                |                                                              |
|                          | Samsaliev 31' · Harchenko 46' | [http://www.the-afc.com/en/component/joomleague/?view=report&compID=364&matchId=2522 (enlace roto disponible en Internet Archive; véase el historial, la primera versión y la última). Reporte] | Muhadow 54' | Asistencia: 2,500 espectadores Árbitro(s): Mohammad Abu Loum | Asistencia: 2,500 espectadores Árbitro(s): Mohammad Abu Loum |

| 25 de septiembre de 2009 | Regar-TadAZ                                             | 4 – 3 (t. s.) | WAPDA                                    | Metallurg Stadium, Tursunzoda                              |                                                            |
|                          | Rabimov 74' · M. Rustamov 90+1' 113' · H. Rustamov 106' | [http://www.the-afc.com/en/component/joomleague/?view=report&compID=364&matchId=2521 (enlace roto disponible en Internet Archive; véase el historial, la primera versión y la última). Reporte] | Zulfiqar 42' · Mehmood 84' · Bakhsh 103' | Asistencia: 6,000 espectadores Árbitro(s): Nawaf Shukralla | Asistencia: 6,000 espectadores Árbitro(s): Nawaf Shukralla |

### Final
| 27 de septiembre de 2009 | Regar-TadAZ                   | 3 – 0   | Dordoi-Dynamo Naryn | Estadio Metallurg, Tursunzoda                                      |                                                                    |
|                          | Rabimov 7' 40' · Mahmudov 55' | Reporte |                     | Asistencia: 10.000 espectadores Árbitro(s): Alireza Faghani (Irán) | Asistencia: 10.000 espectadores Árbitro(s): Alireza Faghani (Irán) |

## Campeón
| Bandera de Tayikistán   |
| Regar-TadAZ 3.er título |